# Mełeni
Mełeni (ukr. Мелені) – wieś na Ukrainie, w obwodzie żytomierskim, w rejonie korosteńskim, w hromadzie Irszanśk. W 2001 liczyła 1019 mieszkańców.